# Thomas Heinrich Voigt

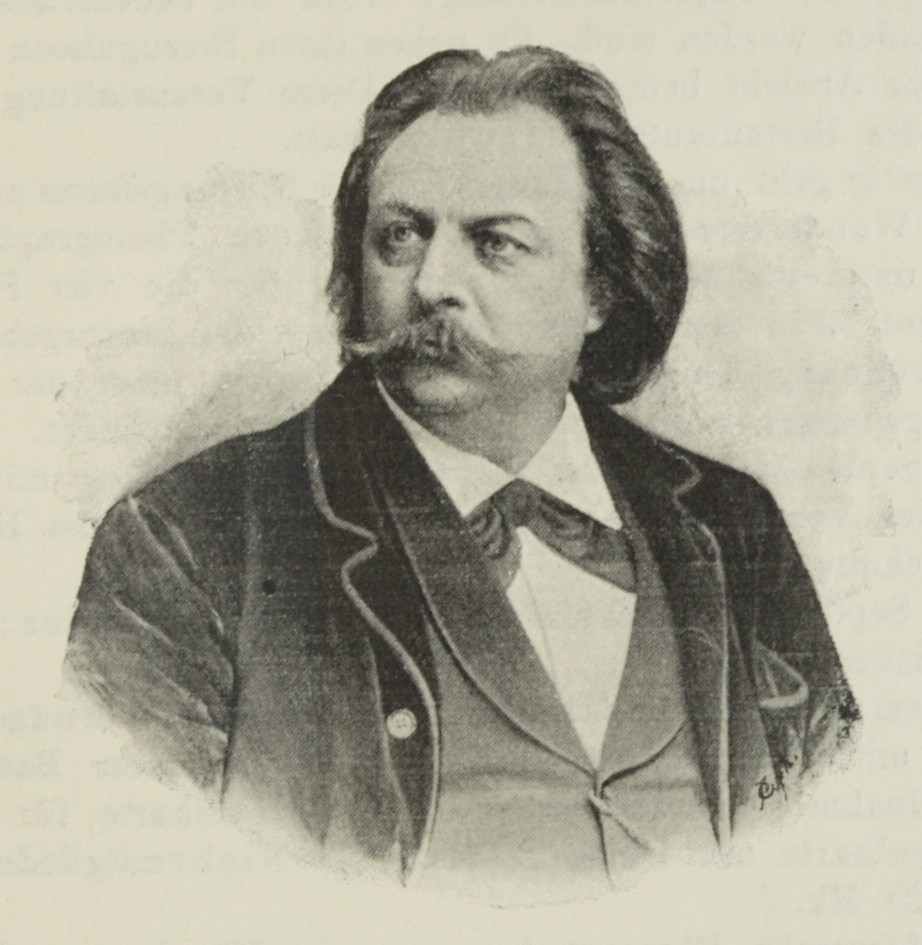
Thomas Heinrich Voigt, 1896

Thomas Heinrich Voigt (geboren 9. Mai 1838 in Homburg vor der Höhe; gestorben 22. Juli 1896 ebenda) war ein deutscher Maler und ein bedeutender königlicher Hoffotograf in der Wilhelminischen Zeit.

## Leben und Wirken
Thomas Heinrich Voigt wurde als Sohn des in Homburg vor der Höhe tätigen landgräflich hessischen Hofmalers Johann Friedrich Voigt (1792–1871) geboren.
Zunächst wandte er sich der Malerei zu, besuchte die Akademien in Dresden und Paris und war Schüler von William Adolphe Bouguereau und Tony Robert-Fleury. Durch Jacob Wothly kam er in Aachen mit der Fotografie in Berührung. 1864 ging er nach Kalkutta, wo er drei Jahre verbrachte. Danach etablierte er sich in Bad Homburg als Maler und Fotograf.
Ab 1878 war er als Fotograf tätig. 1885 richtete er sich in der Kaiser-Friedrich-Promenade 61a in Bad Homburg v. d. Höhe ein Atelier ein. Thomas Heinrich Voigt gehörte in der zweiten Hälfte des 19. Jahrhunderts zu den bedeutendsten Fotografen der Kurstadt. Seine Tätigkeit ist bereits seit den späten 1870er Jahren belegt. Wie sein Vater Johann Friedrich hatte er ursprünglich eine Ausbildung zum Maler genossen. Zu seinen Stammkunden als Fotograf gehörten vor allem die kaiserliche Familie und ihre Gäste, von denen Voigt anlässlich verschiedener Besuche, wie dem Kaisermanöver 1883 oder der Grundsteinlegung der Russischen Kapelle 1896, Aufnahmen anfertigte. Anfang der 1880er Jahre erwarb Voigt das Haus in der Kaiser-Friedrich-Promenade 61 und ließ im Hof einen eigenen Atelierbau (Nr. 61a) errichten.
Nach seinem Tod 1896 führte seine Witwe das Fotoatelier weiter. Zu ihren Erzeugnissen gehören etwa die Aufnahmen vom Kaiserbesuch auf der Saalburg von 1899. Voigt war Mitglied der Frankfurt Freimaurerloge Sokrates zur Standhaftigkeit.

## Ehrungen
Thomas Heinrich Voigt wurde mit dem Goldenen Verdienstkreuz der Wendischen Krone ausgezeichnet und war Ehrenmitglied des Vereins zur Pflege der Photographie und verwandter Künste in Frankfurt am Main.

## Bilder

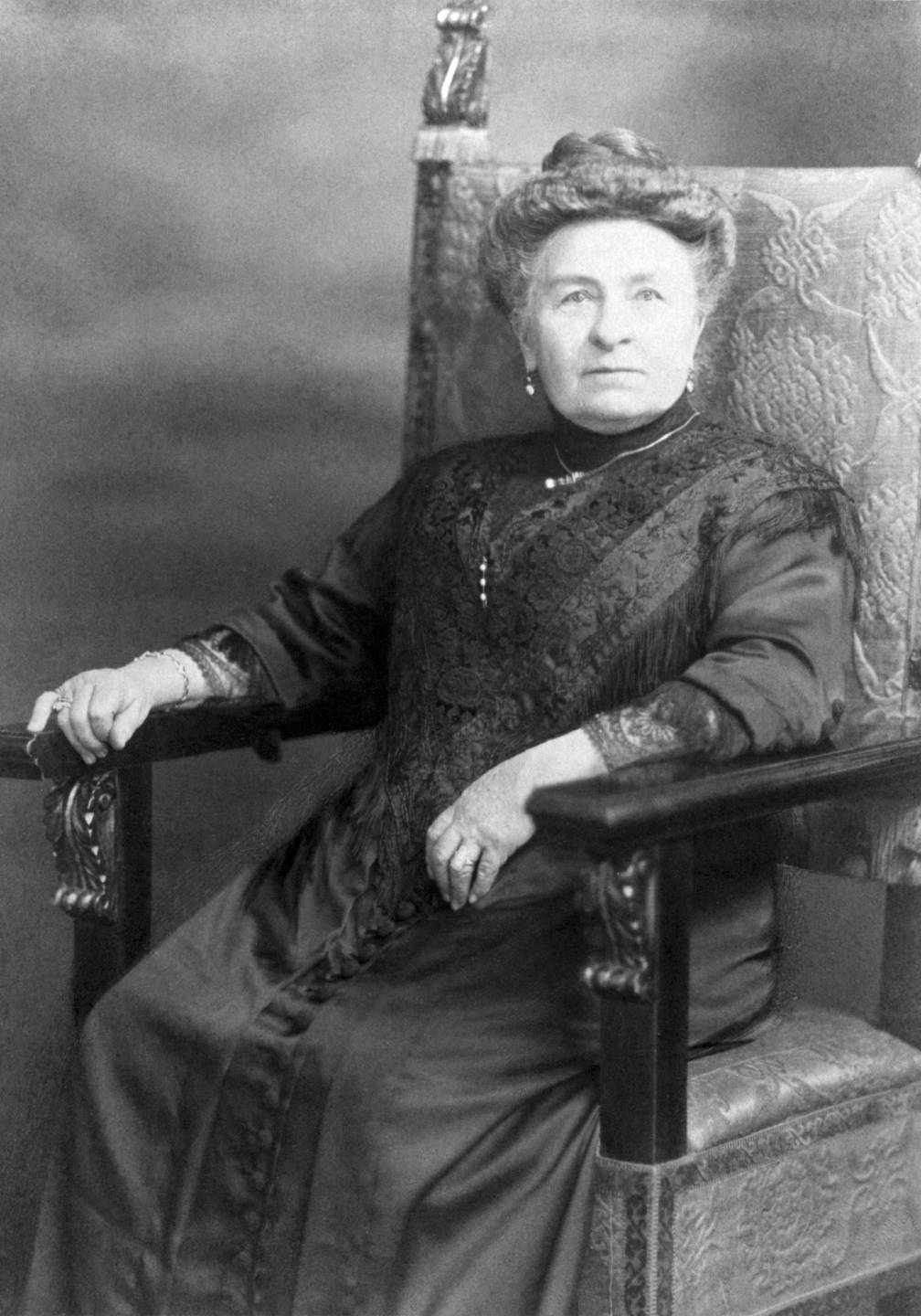
Sophie Opel, 1891
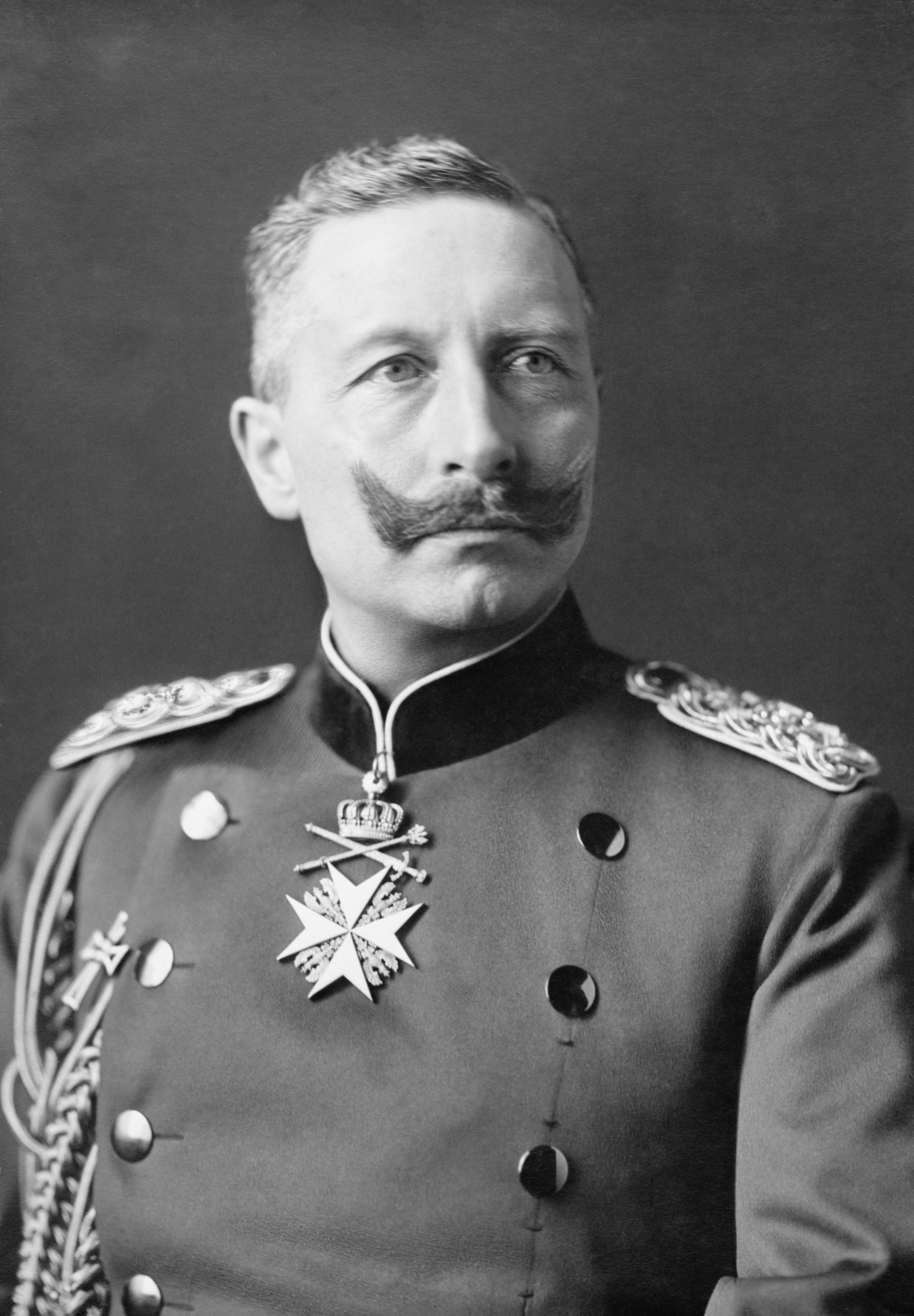
Kaiser Wilhelm II., 1902 (Atelier T. H. Voigt)